# Pseudojana vitalisi
Pseudojana vitalisi är en fjärilsart som beskrevs av Candeze 1927. Pseudojana vitalisi ingår i släktet Pseudojana och familjen Eupterotidae. Inga underarter finns listade.